# دریبل
دریبل (به انگلیسی: dribbling) در بسکتبال و فوتبال یک عامل مهم برای نفوذ، حرکت و مانور دادن در اطراف مدافع می‌باشد. هدف اولیه از دریبل ایجاد حرکت و فرصت برای کسب امتیاز می‌باشد؛ و امکان پاس دادن به یک بازیکن برای کسب امتیاز می‌دهد. 
یکی از خطاهای مرسوم در هنگام دریبل زدن در بسکتبال، دبل می‌باشد.